# Orlando (ime)
Orlando je moško osebno ime, tudi italijanski priimek.

## Izvor imena
Ime Orlando je ena od različic imena Roland.

## Pogostost imena
Po podatkih Statističnega urada Republike Slovenije je bilo na dan 31. decembra 2007 v Sloveniji 35 oseb z imenom Orlando.

## Osebni praznik
Orlando praznuje god skupaj z Ronaldom 14. julija ali pa 15. septembra.

## Znane osebe
Orlando Bloom, Orlando di Lasso, Orlando J. Benston

## Zanimivost
Na osrednjem mestnem trgu Luža v Dubrovniku stoji Orlandov steber z likom legendarnega srednjeveškega viteza Orlanda.